# Lista de filmes portugueses de 2024
Lista de filmes portugueses de longa-metragem lançados comercialmente em Portugal em 2024, nas salas de cinemas.

## Lista
Nota: Na coluna coprodução, passando o cursor sobre a bandeira aparecerá o nome do país correspondente.
| #  | Filme                                            | Realização                             | Género                      | Estreia         | Coprodução                                                                             | Class |
| -- | ------------------------------------------------ | -------------------------------------- | --------------------------- | --------------- | -------------------------------------------------------------------------------------- | ----- |
| 1  | Alma Anciana                                     | Helen Esther Aschauer Fábio Mota       | Documentário                | 31 de outubro   | Espanha · França                                                                       | M/12  |
| 2  | Amelia's Children                                | Gabriel Abrantes                       | Terror                      | 18 de janeiro   | —                                                                                      | M/16  |
| 3  | Amo-te Imenso                                    | Hermano Moreira                        | Comédia, drama, romance     | 25 de abril     | Brasil                                                                                 | M/14  |
| 4  | Arrabalde                                        | Frederico Serpa                        | Aventura                    | 20 de junho     | —                                                                                      | M/14  |
| 5  | Astrakan 79                                      | Catarina Mourão                        | Documentário                | 11 de julho     | —                                                                                      | M/12  |
| 6  | Baan                                             | Leonor Teles                           | Drama                       | 8 de fevereiro  | —                                                                                      | M/14  |
| 7  | Balas & Bolinhos - Só Mais Uma Coisa             | Luís Ismael                            | Comédia                     | 15 de agosto    | —                                                                                      | M/14  |
| 8  | Barranco do Inferno                              | Fábio Duque Francisco                  | Drama, comédia              | 23 de maio      | —                                                                                      | M/14  |
| 9  | O Bêbado                                         | André Marques                          | Drama                       | 30 de maio      | —                                                                                      | M/14  |
| 10 | Cândido - O Espião que veio do Futebol           | Jorge Paixão da Costa                  | Drama, ação                 | 9 de maio       | —                                                                                      | M/14  |
| 11 | Chuva de Verão                                   | António Mantas Moura                   | Drama                       | 26 de setembro  | —                                                                                      | M/14  |
| 12 | Clandestina                                      | Maria Mire                             | Documentário                | 7 de março      | —                                                                                      | M/12  |
| 13 | O Corno                                          | Jaione Camborda                        | Drama                       | 11 de janeiro   | Bélgica · Espanha                                                                      | M/12  |
| 14 | Crowrã                                           | Renée Nader Messora João Salaviza      | Documentário                | 21 de março     | Brasil                                                                                 | M/12  |
| 15 | A Cup of Coffee and New Shoes On                 | Gentian Koçi                           | Drama                       | 31 de outubro   | Albânia · Grécia · Kosovo                                                              | M/12  |
| 16 | Diálogos Depois do Fim                           | Tiago Guedes                           | Drama                       | 7 de março      | —                                                                                      | M/12  |
| 17 | Discos Perdidos                                  | Tiago Pedro de Carvalho                | Documentário                | 19 de dezembro  | —                                                                                      | M/12  |
| 18 | Dispararon al pianista                           | Fernando Trueba Javier Mariscal        | Animação                    | 21 de março     | Espanha · França · Peru · Países Baixos · Reino Unido                                  | M/12  |
| 19 | Dulcineia                                        | Artur Serra Araújo                     | Drama                       | 5 de setembro   | —                                                                                      | M/12  |
| 20 | El auge del humano 3                             | Eduardo Williams                       | Drama                       | 6 de junho      | Argentina · Brasil · Peru · Países Baixos · República da China · Hong Kong · Sri Lanka | M/14  |
| 21 | Encontro                                         | François Manceaux                      | Drama                       | 1 de fevereiro  | França                                                                                 | M/12  |
| 22 | Estamos no ar                                    | Diogo Costa Amarante                   | Drama                       | 7 de novembro   | —                                                                                      | M/12  |
| 23 | Eureka                                           | Lisandro Alonso                        | Drama                       | 4 de abril      | Argentina · França                                                                     | M/14  |
| 24 | Gatos Com Oito Vidas                             | Tiago Roma Almeida                     | Drama                       | 27 de setembro  | —                                                                                      | M/12  |
| 25 | O Gordo Contra-Ataca                             | André Martins                          | Comédia                     | 3 de dezembro   | —                                                                                      | M/14  |
| 26 | Grande Tour                                      | Miguel Gomes                           | Drama                       | 19 de setembro  | Itália · França · Alemanha · Japão · China                                             | M/12  |
| 27 | Greice                                           | Leonardo Mouramateus                   | Drama, comédia, romance     | 29 de agosto    | Brasil                                                                                 | M/16  |
| 28 | Idade da Pedra                                   | Gonçalo Oliveira                       | Comédia                     | 5 de dezembro   | —                                                                                      | M/12  |
| 29 | Justicia Artificial                              | Simón Casal                            | Ficção científica, thriller | 12 de setembro  | Espanha                                                                                | M/12  |
| 30 | Mãe                                              | João Brás                              | Drama                       | 1 de maio       | —                                                                                      | M/14  |
| 31 | A Maldição de Romanova                           | Hugo Diogo                             | Aventura, fantasia          | 6 de junho      | —                                                                                      | M/12  |
| 32 | Manga d'Terra                                    | Basil da Cunha                         | Drama                       | 6 de junho      | Suíça                                                                                  | M/14  |
| 33 | Mãos no Fogo                                     | Margarida Gil                          | Drama                       | 3 de outubro    | —                                                                                      | M/16  |
| 34 | Mário                                            | Billy Woodberry                        | Documentário                | 28 de novembro  | França                                                                                 | M/12  |
| 35 | O Melhor dos Mundos                              | Rita Nunes                             | Drama                       | 10 de outubro   | —                                                                                      | M/12  |
| 36 | À Mesa da Unidade Popular                        | Camilo De Sousa Isabel Noronha         | Documentário                | 27 de junho     | —                                                                                      | M/12  |
| 37 | A Minha Avó Trelotótó                            | Catarina Ruivo                         | Documentário                | 18 de julho     | —                                                                                      | M/12  |
| 38 | Na Mata dos Medos                                | António Borges Correia                 | Drama                       | 14 de novembro  | —                                                                                      | M/12  |
| 39 | No canto rosa                                    | Cláudia Rita Oliveira                  | Documentário                | 16 de maio      | —                                                                                      | M/14  |
| 40 | Onde está o Pessoa?                              | Leonor Areal                           | Documentário                | 20 de junho     | —                                                                                      | M/12  |
| 41 | Operário Amador                                  | Ramón De Los Santos                    | Documentário                | 3 de outubro    | —                                                                                      | M/12  |
| 42 | Ospina Cali Colombia                             | Jorge Carvalho                         | Documentário                | 26 de setembro  | —                                                                                      | M/12  |
| 43 | O Ouro e o Mundo                                 | Ico Costa                              | Drama                       | 28 de novembro  | França                                                                                 | M/14  |
| 44 | Paloma                                           | Marcelo Gomes                          | Drama                       | 14 de março     | Brasil                                                                                 | M/12  |
| 45 | Os Papéis do Inglês                              | Sérgio Graciano                        | Drama                       | 24 de outubro   | —                                                                                      | M/12  |
| 46 | Pedágio                                          | Carolina Markowicz                     | Drama                       | 13 de junho     | Brasil                                                                                 | M/14  |
| 47 | A Pedra Sonha dar Flor                           | Rodrigo Areias                         | Drama                       | 12 de setembro  | —                                                                                      | M/14  |
| 48 | Périphérique Nord                                | Paulo Carneiro                         | Documentário                | 11 de janeiro   | Uruguai · Suíça                                                                        | M/12  |
| 49 | O Pior Homem de Londres                          | Rodrigo Areias                         | Drama, crime                | 8 de fevereiro  | —                                                                                      | M/12  |
| 50 | Podia Ter Esperado Por Agosto                    | César Mourão                           | Comédia, drama              | 18 de julho     | —                                                                                      | M/12  |
| 51 | Por ti, Portugal, eu juro!                       | Diogo Cardoso Sofia de Palma Rodrigues | Documentário                | 7 de novembro   | —                                                                                      | M/12  |
| 52 | Primeira Obra                                    | Rui Simões                             | Drama                       | 25 de abril     | —                                                                                      | M/12  |
| 53 | Revolução (Sem) Sangue                           | Rui Pedro Sousa                        | Drama, história, biografia  | 11 de abril     | —                                                                                      | M/12  |
| 54 | Rosinha e Outros Bichos do Mato                  | Marta Pessoa                           | Documentário                | 18 de janeiro   | —                                                                                      | M/12  |
| 55 | Ser ser salhi                                    | Lkhagvadulam Purev-Ochir               | Drama                       | 14 de novembro  | Mongólia · França · Alemanha · Países Baixos · Catar                                   | M/12  |
| 56 | Soares é Fixe!                                   | Sérgio Graciano                        | Biografia                   | 22 de fevereiro | —                                                                                      | M/12  |
| 57 | Sobre todo de noche                              | Víctor Iriarte                         | Drama                       | 15 de agosto    | Espanha · França                                                                       | M/12  |
| 58 | Sobreviventes                                    | José Barahona                          | Drama                       | 3 de outubro    | Brasil                                                                                 | M/16  |
| 59 | Soma das Partes: 60 Anos da Orquestra Gulbenkian | Edgar Ferreira                         | Documentário                | 20 de junho     | —                                                                                      | M/12  |
| 60 | Sonhos                                           | Joaquim Pavão                          | Fantasia                    | 25 de janeiro   | —                                                                                      | M/12  |
| 61 | O Teu Rosto Será o Último                        | Luís Filipe Rocha                      | Drama                       | 6 de junho      | —                                                                                      | M/14  |
| 62 | Ubu                                              | Paulo Abreu                            | Drama                       | 12 de setembro  | —                                                                                      | M/14  |
| 63 | O Vento Assobiando nas Gruas                     | Jeanne Waltz                           | Drama                       | 29 de fevereiro | Suíça                                                                                  | M/12  |
| 64 | Verdade ou Consequência?                         | Sofia Marques                          | Documentário                | 29 de agosto    | —                                                                                      | M/12  |
| 65 | Vive e Deixa Andar                               | Miguel Cadilhe                         | Comédia                     | 31 de outubro   | —                                                                                      | M/12  |
| 66 | Yupumá                                           | Verónica Castro                        | Documentário                | 18 de julho     | —                                                                                      | M/12  |